# نقاب توت‌عنخ‌آمون
نقاب توت‌عنخ‌آمون یا ماسک توت‌عنخ‌آمون، نقاب طلایی فرعون، توت‌عنخ‌آمون از دودمان هجدهم (حکومت ۱۳۳۴–۱۳۲۵ قبل از میلاد) مصر باستان است. این نقاب، در سال ۱۹۲۵ توسط هاوارد کارتر در مقبره KV62 در دره پادشاهان کشف شد و اکنون در موزه مصر در قاهره نگهداری می‌شود. این نقاب، یکی از شناخته‌شده‌ترین آثار هنری در جهان و نماد برجستهٔ مصر باستان است.
این نقاب، مشابه ازیریس، خدای پس از مرگ بر پایهٔ باورهای مصریان باستان است. نقاب، ۵۴ سانتیمتر (۱٫۸ فوت) طول و بیش از ۱۰ کیلوگرم (۲۲ پوند) یا ۳۲۱٫۵ اونس تروا وزن دارد و با سنگ‌های نیمه‌قیمتی تزئین شده‌است. طلسمی باستانی از کتاب مردگان نیز به‌صورت هیروگلیف بر روی شانه‌های نقاب حک شده‌است. در سال ۲۰۱۵ در هنگام جابه‌جایی، ریش نقاب با ۲٫۵ کیلوگرم (۵٫۵ پوند) وزن جدا شد و به‌طور غیراصولی و با عجله توسط کارگران موزه مجدداً چسبانده شد.
به گفته مصرشناس، نیکلاس ریوز، این نقاب «نه تنها تصویر اصلی آرامگاه توت‌عنخ‌آمون است، بلکه شاید شناخته‌شده‌ترین شیء از خود مصر باستان باشد.»  از سال ۲۰۰۱، برخی از مصرشناسان ابراز کرده‌اند که این نقاب، ممکن است در ابتدا برای ملکه نفرنفروعاتن (Neferneferuaten) در نظر گرفته شده باشد.

## کشف
اتاق دفن توت‌عنخ‌آمون در سال ۱۹۲۲ در گورستان تبانی در دره پادشاهان پیدا شد و در سال ۱۹۲۳ افتتاح شد. دو سال دیگر طول کشید تا تیم کاوش به رهبری هاوارد کارتر باستان‌شناس اهل انگلستان، توانستند تابوت سنگین حاوی مومیایی توت‌عنخ‌آمون را باز کنند. در ۲۸ اکتبر ۱۹۲۵، آن‌ها درونی‌ترین تابوت از سه تابوت موجود در اتاق را باز کردند تا نقاب طلایی برای نخستین بار پس از حدود ۳۲۵۰ سال، نمایان شود. کارتر در دفتر خاطرات خود نوشته‌است:
پین‌ها برداشته شد، درب تابوت باز شد. مومیایی بسیار منظمی از پادشاه جوان، با نقاب طلایی با حالتی غمگین اما آرام، که نمادی از ازیریس است… نقاب دارای ویژگی‌های خداست، اما شبیه توت، آرام و زیباست و آن را با همان ویژگی‌های مجسمه‌ها و تابوت‌های او می‌بینیم.
در دسامبر ۱۹۲۵، نقاب از مقبره برداشته شد و در یک جعبه قرار داده شد و پس از طی ۶۳۵ کیلومتر (۳۹۵ مایل) به موزه مصر در قاهره رسید و در معرض دید عموم قرار گرفت.

## توصیف
این نقاب، ۵۴ سانتیمتر (۲۱ اینچ) بلندا، ۳۹٫۳ سانتیمتر (۱۵٫۵ اینچ) عرض و ۴۹ سانتیمتر (۱۹ اینچ) عمق داشته و از دو لایه طلا با عیار بالا ساخته شده‌است که این لایه‌ها از ۱٫۵–۳ میلیمتر (۰٫۰۵۹–۰٫۱۱۸ اینچ) ضخامت و نقاب در مجموع، وزنی معادل ۱۰٫۲۳ کیلوگرم (۲۲٫۶ پوند) دارد.  کریستالوگرافی اشعه ایکس که در سال ۲۰۰۷ انجام شد نشان داد که نقاب، عمدتاً از آلیاژ مس و طلای ۲۳ عیار ساخته شده‌است تا مراحل سرد مورد استفاده برای شکل‌دادن به نقاب را تسهیل کند. سطح نقاب نیز با یک لایه بسیار نازک (تقریباً ۳۰ نانومتر) از دو آلیاژ طلای مختلف پوشانده شده‌است: یک لایهٔ سایه-روشن با طلای عیار ۱۸٫۴ برای صورت و گردن و طلا با عیار ۲۲٫۵ برای بقیه نقاب.
صورت، نمایان‌گر تصویر استاندارد و مرسوم فرعون‌ها است، و همین تصویر توسط حفاری‌کنندگان در جاهای دیگر مقبره، به‌ویژه در مجسمه‌های نگهبان نیز پیدا شده‌است.  نقاب دارای سرپوش نمس است که در بالای آن نشان سلطنتی کبری (وادجت) و کرکس (نخبت) وجود دارد که به ترتیب نماد حکومت توت‌عنخ‌آمون در مصر سفلی و مصر علیا است. گوش‌ها برای نگه داشتن گوشواره‌ها سوراخ شده‌اند، ویژگی‌ای که به نظر می‌رسد تقریباً در تمام آثار هنری باقی مانده از مصر باستان، به ملکه‌ها و کودکان، اختصاص یافته‌است. زاهی حواس مصرشناس، وزیر پیشین آثار باستانی مصر، به المانیتور گفته‌است: «تئوری در مورد سوراخ کردن گوش بی‌اساس است، زیرا همه حاکمان سلسله هجدهم مصر در دوره حکومت خود گوشواره به گوش داشته‌اند.»
نقاب همچنین دارای نقش و نگار و منبت‌کاری است و شیشه‌های رنگی و سنگ‌های قیمتی، از جمله لاجورد (چشم و ابروها را احاطه کرده)، کوارتز (چشم‌ها)، ابسیدین (مردمک چشم‌ها)، و تزئیناتی همچون عقیق جگری، آمازونیت، فیروزه و سفال در بخش‌های مختلف نقاب، استفاده شده‌است.

### ریش
هنگامی که نقاب در سال ۱۹۲۵ کشف شد، ۲٫۵ کیلوگرم (۵٫۵ پوند) ریش طلایی باریک، منبت‌کاری شده با شیشه آبی، که جلوه‌ای بافته‌شده به آن می‌بخشید، از نقاب جدا شده بود، اما با استفاده از رولپلاک چوبی در سال ۱۹۴۴ دوباره به چانه متصل شد.
در اوت ۲۰۱۴، زمانی که نقاب برای تمیز کردن از ویترین آن بیرون آورده شد، ریش آن افتاد. کارگران موزه در تلاش برای تعمیر آن از اپوکسی سریع خشک‌شونده استفاده کردند و ریش، کمی کج متصل شد. این آسیب در ژانویه ۲۰۱۵ مشخص شد و توسط یک تیم آلمانی-مصری که آن را با استفاده از موم زنبور عسل، ماده طبیعی مورد استفاده مصریان باستان، دوباره وصل کردند، تعمیر شد.
در ژانویه ۲۰۱۶، اعلام شد که هشت کارمند موزه مصر به اتهام نادیده گرفتن روش‌های علمی و حرفه‌ای ترمیم و آسیب دائمی به نقاب، محاکمه خواهند شد. یکی از مدیران سابق موزه و یک مدیر سابق مرمت از جمله افرادی بودند که تحت پیگرد قانونی قرار گرفتند. تا ژانویه ۲۰۱۶، تاریخ محاکمهٔ آن‌ها نامعلوم بوده‌است.

### سنگ‌نوشته

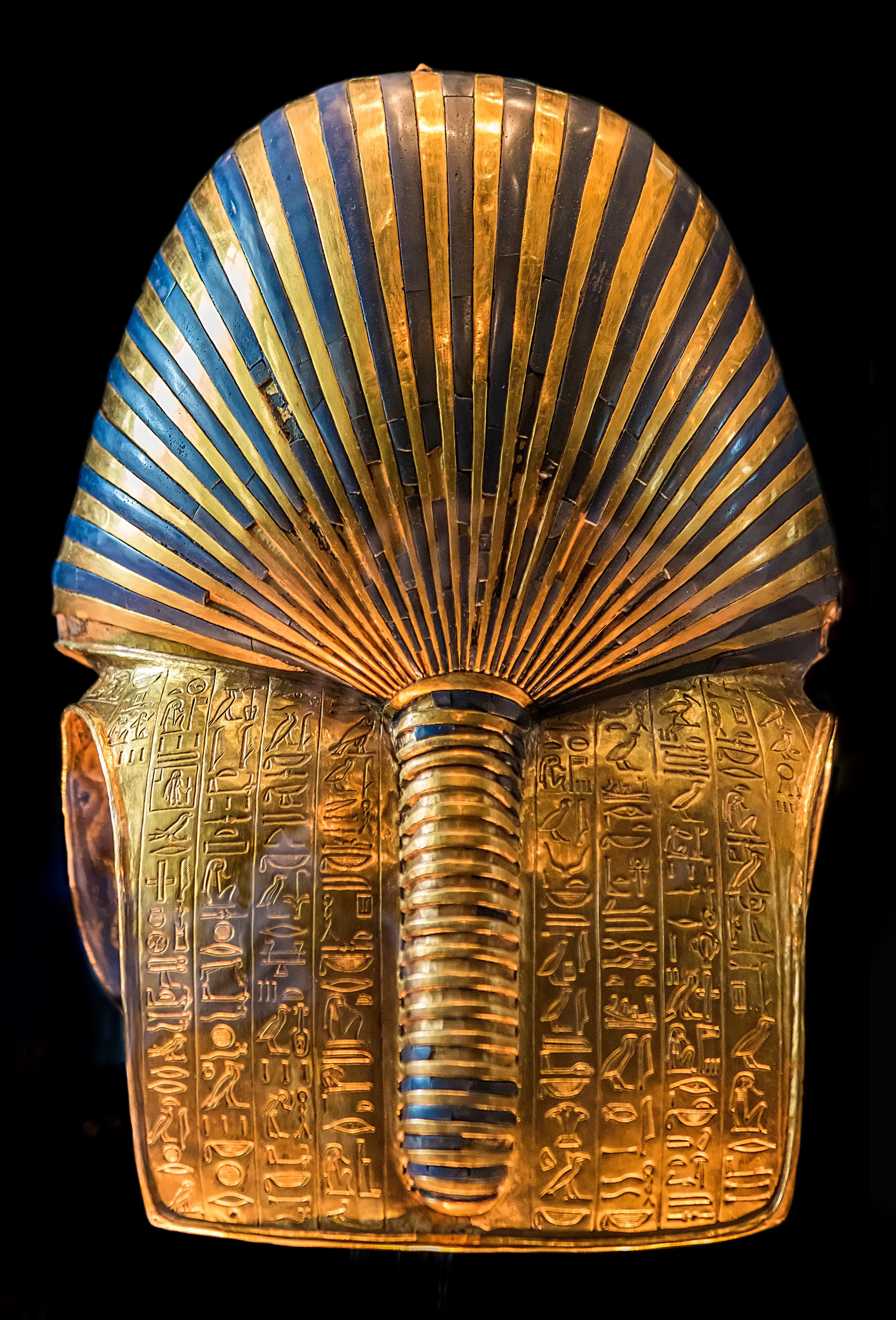
پشت نقاب

طلسمی محافظ با خط هیروگلیف مصری در ده خط عمودی و دو خط افقی در پشت و شانه‌های نقاب، حک شده‌است.  این طلسم، نخستین بار در پادشاهی میانه مصر، ۵۰۰ سال پیش از توت‌عنخ‌آمون، روی نقاب‌ها ظاهر و در فصل ۱۵۱ کتاب مردگان استفاده شده.

ترجمهٔ سنگ‌نوشنه:
چشم راستت، کرجی شبانه است. (خدای خورشید) چشم چپ‌ات، کرجی روزانه است. ابروهایت همانند ابروهای اِنید (خدایان نُه‌گانه) هستند. پیشانی‌ات همانند پیشانی آنوبیس است. پسِ گردن‌ات همانند پس گردن حوروس است. زلفانت همانند زلفان پتاح و سوکر است. ای توت‌عنخ‌آمون، تو در پیش روی ازیریس هستی. او به لطف تو می‌بیند و تو او را به راه‌های نیکو هدایت می‌کنی. تو متفقان سِت را برای ازیریس دَر هم می‌کوبی تا او دشمنانت را در پیش‌گاه خدایان نه‌گانه در قلعهٔ عظیم پادشاهی در هِلیوپُلیس، سرنگون سازد … پادشاه مصر علیا، نِبخ پِرور (نام پادشاهی توت‌عنخ‌آمون) که رع به او حیات داده بود، درگذشت.
ازیریس خدای مصری زندگی پس از مرگ بود. مصریان باستان بر این باور بودند که پادشاهانی که به شکل ازیریس حفظ می‌شوند، بر پادشاهی مردگان حکومت می‌کنند. تلاقی باورهای قدیمی و جدید، منجر به ترکیبی از نمادها در داخل تابوت و مقبره توت‌عنخ‌آمون شد.

### گردنبند مهره‌ای
معمولاً زمانی که نقاب، به نمایش عموم گذاشته می‌شود، گردنبند از نقاب برداشته می‌شود. این گردنبند سه‌رشته‌ای، از طلا و صفحات سفال آبی با گل نیلوفر آبی در دو انتها و اورائوس در بخش قفل گردنبند ساخته شده.

## احتمال تغییر و استفادهٔ مجدد

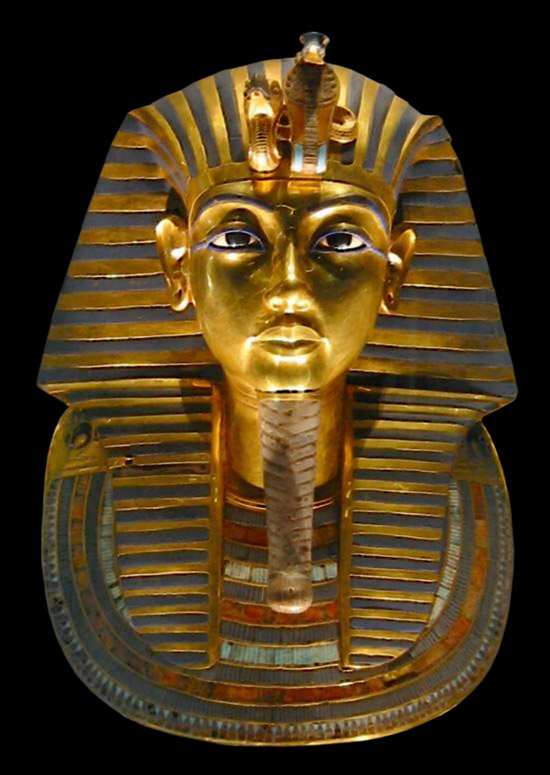
ماسک طلایی مرگ توت عنخ آمون در موزه مصر در قاهره.

تصور می‌شود که بسیاری از اشیاء موجود در مقبره توت‌عنخ‌آمون در ابتدا برای فرعون‌های پیش از او، نفرنفروآتن (احتمالاً نفرتیتی) و اسمنخ‌کارع ساخته شده‌است. نیکلاس ریوز، مصرشناس معتقد است که نقاب، یکی از این اشیاء بوده‌است. او می‌گوید که گوش‌های سوراخ‌شده نشان می‌دهد که این نقاب برای یک فرعون زن در نظر گرفته شده که نفرنفروآتن بوده. او می‌گوید که ترکیب کمی متفاوت از آلیاژ زیرین صورت (با قیراط ۲۳٫۲) نشان می‌دهد که آن بخش، به‌طور مستقل از بقیه نقاب (آلیاژ با قیراط ۲۳٫۵) ساخته شده‌است. و این‌که کارتوهای روی نقاب، نشانه‌هایی از تغییر نام نفرنفروآتن به نام توت‌عنخ‌آمون را نشان می‌دهد. ریوز استدلال می‌کند که پوشش سر، یقه و گوش‌های نقاب برای نفرنفروآتن ساخته شده‌اند، اما چهره، که با یک آلیاژ جداگانه ساخته شده و با دیگر تصاویر توت‌عنخ‌آمون مطابقت دارد، بعداً اضافه و جایگزین چهره اصلی شده. با این حال، کریستین اکمن، کارشناس حفاظت از فلز که در سال ۲۰۱۵ ترمیم نقاب را انجام داد، می‌گوید هیچ نشانه‌ای وجود ندارد که صورت، از طلای متفاوتی نسبت به باقی نقاب، ساخته شده باشد یا این‌که کارتوها تغییر کرده باشند.

## نگارخانه

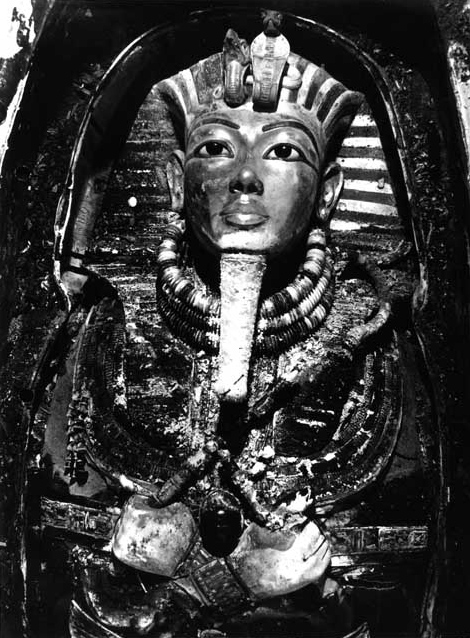
نقاب طلایی در جایگاه اصلی خود، ۱۹۲۵
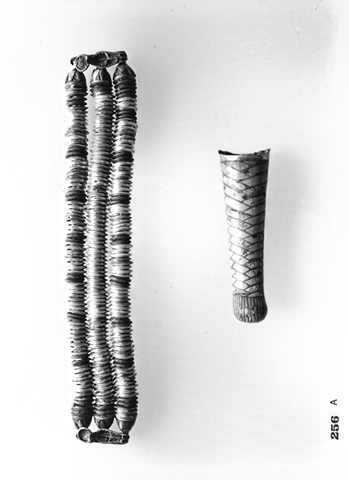
گردنبند مهره‌ای و ریش
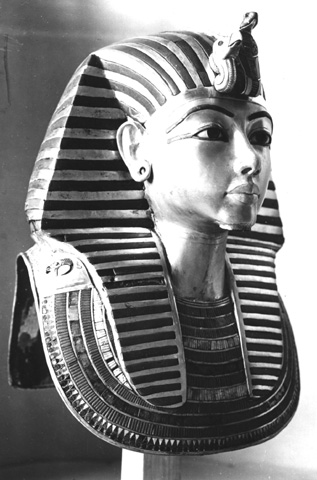
نقاب بدون ریش